# Грушеве (Нікопольський район)
Груше́ве — село в Україні, у Томаківській селищній громаді Нікопольського району Дніпропетровської області.
До 2016 року орган місцевого самоврядування — Володимирівська сільська рада. Населення — 86 мешканців.

## Географія
Село Грушеве знаходиться на відстані 1,5 км від сіл Миролюбівка, Жмерине і Садове. Від околиці села протікає пересихаючий струмок з загатою.

## Історія
- Під час німецько-радянської війни навколо школи нацистами був створений потужний укріплений пункт. При його штурмі Радянською Армією загинуло понад 120 воїнів, які поховані біля школи.

## Відомі люди
У селі народилася Геньба Любов Григорівна — поетеса, директор Гуляйпільського районного краєзнавчого музею.

## Інтернет-посилання
- Погода в селі Грушеве [Архівовано 7 червня 2016 у Wayback Machine.]